# Galium rourkei
Galium rourkei är en måreväxtart som beskrevs av Christian Puff. Galium rourkei ingår i släktet måror, och familjen måreväxter. Inga underarter finns listade i Catalogue of Life.